# Сан-Гонсалу-ду-Риу-Прету
Сан-Гонсалу-ду-Риу-Прету (порт. São Gonçalo do Rio Preto) — муниципалитет в Бразилии, входит в штат Минас-Жерайс. Составная часть мезорегиона Жекитиньонья. Входит в экономико-статистический микрорегион Диамантина. Население составляет 2939 человек на 2006 год. Занимает площадь 313,218 км². Плотность населения — 9,4 чел./км².

## История
Муниципалитет основан 30 декабря 1962 года.

## Статистика
- Валовой внутренний продукт на 2003 год составляет 7 528 075,00 реалов (данные: Бразильский институт географии и статистики).
- Валовой внутренний продукт на душу населения на 2003 год составляет 2551,89 реалов (данные: Бразильский институт географии и статистики).
- Индекс развития человеческого потенциала на 2000 год составляет 0,635 (данные: Программа развития ООН).